# Der Friedhof der Lebenden
Der Friedhof der Lebenden ist ein deutsches Stummfilmdrama aus dem Jahre 1921, ein Frühwerk von Gerhard Lamprecht, mit Hanni Weisse und Wilhelm Diegelmann in den Hauptrollen.

## Handlung
Ein Werftbesitzer hat eine Unterschrift gefälscht, um an eine dringend benötigte Geldsumme zu kommen. Dessen Sohn gerät in Verdacht, diese Straftat begangen zu haben und wird daraufhin verhaftet. Da der Werftbesitzer zu diesem Zeitpunkt das Bewusstsein verliert, kann er seinem Sohn auch nicht mit der Wahrheit beistehen. Der Sohn flieht aus der Haft und versteckt sich bei einem Leuchtturmwärter, dem Großvater seiner Braut. Derweil gesundet der wahre Übeltäter und ringt mit sich, ob er sich gegenüber der Polizei offenbaren und damit seinen unschuldigen Sohn entlasten soll. Der Sohn, der das Land verlassen möchte, hindert seinen Vater an der eventuellen Selbstbezichtigung. 
Als der greise Leuchtturmwärter stirbt und ein neuer nachrückt, entdeckt dieser nicht nur den Gesuchten, sondern auch das Geflecht aus Lügen und plant, den Entfleuchten und bei seinem verblichenen Vorgänger Untergetauchten bei der Polizei zu verraten, zumal der neue Wärter selbst eine Auge auf die Braut geworfen hat. Eine aufkommende Sturmflut verhindert dies, und die beiden Rivalen um die einzige Frau auf dem Turm beginnen sich, abgeschnitten vom Festland, regelrecht zu bekriegen. Bei einem Zweikampf fällt eine Öllampe um, und das offene Feuer entzündet die nahe gelegenen Öltanks. Braut und Bräutigam wollen sich aus dem Inferno mit einem Strick vom Leuchtturm in die Tiefe hinabhangeln, doch das Seil fängt Feuer, und beide stürzen in den Tod. Der reuige Vater gibt derweil seine eigene Schuld zu und kann somit wenigstens den guten Ruf des toten Sohnes wieder herstellen.

## Produktionsleitung
Der Friedhof der Lebenden entstand zum Jahresbeginn 1921 im Eiko-Filmatelier sowie mit Außenaufnahmen in Rostock, Göhren (Rügen) sowie auf der Greifswalder Oie und wurde am 20. Mai desselben Jahres im Rahmen einer Berliner Pressepräsentation uraufgeführt. Die Massenpremiere fand am 21. November 1921 in Berlins Kant-Lichtspielen statt. Die Länge des mit Jugendverbot belegten Sechsakters betrug 1737 Meter.
Otto Moldenhauer gestaltete die Filmbauten.

## Kritik
Das Kino-Journal schrieb: „Von Hanni Weiße und Wilhelm Diegelmann lebendig dargestellt, löst dieses Stück wirklichen Lebens Mitempfindung und Interesse aus.“. 